# Julia Wolf (Handballspielerin)
Julia Wolf (geb. Kunze, * 9. Januar 1983) ist eine deutsche Handballspielerin.

## Leben
Wolf erlernte das Handballspielen bei Borussia Dortmund. Im Jahre 2005 schloss sich die Kreisspielerin dem Zweitligisten SC Greven 09 an. Drei Jahre später kehrte sie zu Borussia Dortmund zurück. In der Handball-Bundesliga stieg sie in der Saison 2008/09 mit dem BVB sportlich als Tabellenletzter ab und hielt dennoch die Klasse, weil andere Vereine keine Lizenz erhielten. Obwohl sie sich mit den Dortmundern im folgenden Jahr immerhin um einen Platz verbesserte, war der Abstieg am Ende der Spielzeit 2009/10 dann wirksam. 2011 pausierte Wolf wegen der Geburt ihrer Tochter.
Wolf ist mit dem Fußballtrainer Hannes Wolf verheiratet.